# トイレのピエタ
『トイレのピエタ』は、漫画家手塚治虫が亡くなる前の日記の最後のページに書いていた作品の構想。またそれを原案とする映画のこと。

## 概要
手塚治虫は晩年に胃癌で入院するが、医者及び手塚の家族や周囲は（当時の日本の医療の慣例で、患者を落胆させないようにと）胃癌とは告げずに胃潰瘍だと告げていた。
妻や息子など家族は手塚は胃癌だと気付いていなかったと語る。
しかし、手塚が病室で描き続けていた作品や日記にはところどころ自分が癌と知っていたと考えられる部分が登場する（また、漫画家の松本零士はあるパーティの場で手塚自身の口から自身が癌であると告げられたと述べている）。
手塚治虫は手が震えるのをモルヒネで抑えながら、意識が無くなるまで仕事と日記を続けていた。手塚が病室で書いた日記の最後のページは以下のような内容である。
| 一九八九年一月一五日 今日はすばらしいアイディアを思いついた！トイレのピエタというのはどうだろう。 癌の宣告を受けた患者が、何一つやれないままに死んで行くのはばかげていると、入院室のトイレに天井画を描き出すのだ。 周辺はびっくりしてカンバスを搬入しようと するのだが、件の男は、どうしても神が自分をあそこに描けという啓示を、 便器の上に使命されたといってきかない。 彼はミケランジェロさながらに寝ころびながらフレスコ画を描き始める。 彼の作業はミケランジェロさながらにすごい迫力を産む。 傑作といえるほどの作品になる。 日本や他国のTVからも取材がくる。 彼はなぜこうまでしてピエタにこだわったのか？これがこの作品のテーマになる。 浄化と昇天。これがこの死にかけた人間の世界への挑戦だったのだ！ |

手塚はこの日記を最後にペンも持てない状態になり昏睡状態に陥る。なお、上記の日記の文章は通常の手塚の日記の文字より激しく乱れている。
手塚治虫が「生前にアイデアを出した」という枠組みまで含めると全手塚作品のうち最後の作品になる。また同様に手塚治虫が人生で最後に書いた文章でもある。

## 手塚治虫と「トイレのピエタ」

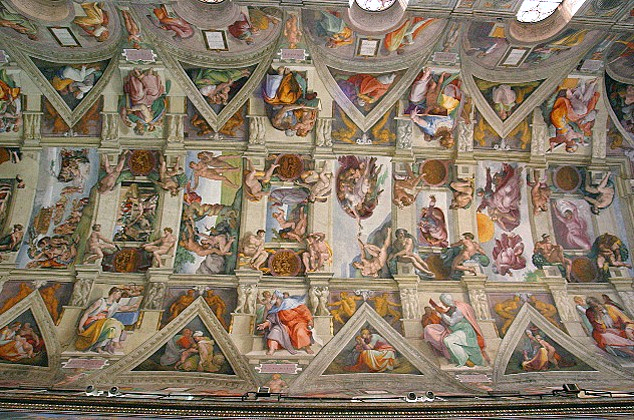
システィーナ礼拝堂天井画

手塚は晩年には胆石や急性肝炎で長期入院することも増えて8kgも体重が減って、みる人が驚くほど痩せていた（自分の漫画の中でその痩せた姿を紹介もしている）。
亡くなる2年と少し前の1986年8月に、手塚は妻と共に仕事と観光を兼ねてイタリアに行った。
イタリアでは6日ほど過ごした。そこで妻と一緒にシスティーナ礼拝堂でミケランジェロが描いた天井画を見た。ちょうどその時にミケランジェロの天井画は修復中で、手塚たちが足場に立つと「アダムとイブ」の部分を手を伸ばせば触ることができるほどの近くで見ることができた。妻の手記によれば手塚はそのとき「もうこんな幸運に巡り合うのは何人もいない。有り難いことだ」と天にも昇る思いで大いに感激していたという。
また手塚は「この絵の端にアトムの顔を描いておこうかな。これから先、何年か経って誰かがそのラクガキを見つけたら、さぞかし面白いだろうな」と冗談を言って妻や同行者を笑わせている。
トイレのピエタに登場する「ミケランジェロが寝転びながら描いた天井画」とはこのシスティーナ礼拝堂の天井画のことである（システィーナ礼拝堂の天井画はミケランジェロが板で足場を作りそこに仰向けになって筆を持って描いたという逸話があり、手塚もその説明を受けていた）。

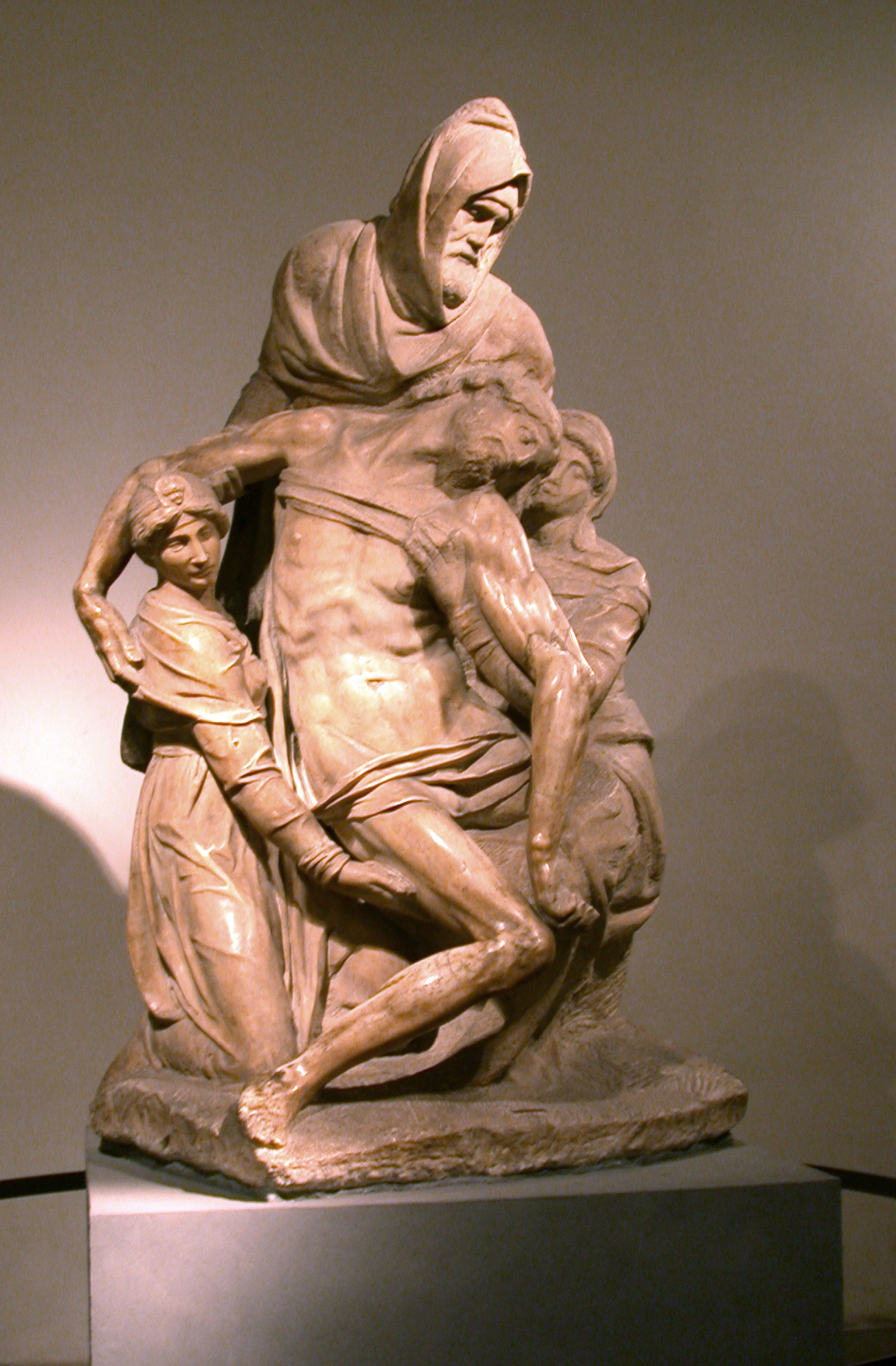
手塚が花のドゥオーモで見たミケランジェロ作のピエタ

また3日目にはフィレンツェにある「花のドゥオーモ」（サンタ・マリア・デル・フィオーレ大聖堂）でミケランジェロが作ったフィレンツェのピエタを見ている。フィレンツェのピエタは、通常の母子像であるピエタとは違い、キリストの死体を他の数人が支えるという作品。ミケランジェロが75 - 80歳頃に手がけた作品。
これはミケランジェロが年老いて、友人を次々と失い、自分の死を意識した作品であり、ミケランジェロが約半世紀ぶりにピエタの制作へ挑んだのは、それを自分の墓所に飾るためだったことがジョルジョ・ヴァザーリの残した記録に残っている。
ミケランジェロはこの石像の足元へ自分の死体を埋葬するようにとまで語っていたが、ミケランジェロはハンマーで本作の一部を壊して、作ることを放棄したため未完の状態のままで花のドゥオーモに展示されている。
医師が手塚の（スキルス性の）胃がんを発見したのは、1988年3月15日である。その病院は手塚が胆石と急性肝炎を治療したのと同じ半蔵門病院であった。手塚はトイレに行く以外は病室で仕事をしていた。
手塚治虫の公式サイトでは、「トイレのピエタ」の主人公のモデルは手塚治虫自身であろうと語られている。

## 映画
『トイレのピエタ』は、2015年6月6日に公開された日本映画。監督は松永大司。RADWIMPS・野田洋次郎の俳優デビュー作。監督の松永が、手塚の日記を参考に、オリジナルストーリーで脚本化した。手塚の日記では主人公の性別や年齢は言及されていなかったが、本作では主人公は若い美大卒の青年になり、日記には登場しないオリジナルのヒロインとの恋愛を主体とする。また恋愛映画にするためにピエタの種類も母子像に変更された。

### あらすじ
美大を卒業したが、フリーターとして毎日をただ過ごしている青年・園田宏。しかし、彼は突然倒れ医者から胃がんで余命3か月であることを告げられる。ひょんなことから知り合った女子高生、真衣は「今から一緒に死んじゃおうか？」と園田宏に語りかける。

### 製作
主演は、4人組ロックバンド・RADWIMPSでボーカル&ギターを担当している野田洋次郎。今作が俳優デビューとなる。野田へのオファーは、プロデューサー曰く「ただでさえ露出が少ないアーティストだから映画には出演しないだろうと、決まるまで半信半疑だった」が、野田が脚本を気に入りスムーズに出演が決まったという。ヒロインの真衣のキャスティングは、プロデューサーが気になる10代の女優たちに会い演技を見た上で、杉咲花に決定した。
また、RADWIMPSのファンである大竹しのぶと宮沢りえが出演オファーを快諾し、大竹は野田演じる宏の母親役、宮沢は宏になつく入院中の少年の母親役で出演している。

### キャスト
- 園田宏 - 野田洋次郎[10]
- 宮田真衣 - 杉咲花[11][12]
- 横田亨 - リリー・フランキー
- 尾崎さつき - 市川紗椰
- 園田智恵 - 大竹しのぶ（友情出演）[13][14]
- 園田一男 - 岩松了
- 橋本敬子 - 宮沢りえ[14]
- 橋本拓人 - 澤田陸
- 武田晴子 - MEGUMI
- 金沢 - 佐藤健
- 水谷 - 古舘寛治
- 田中 - 森下能幸

### スタッフ
- 監督：松永大司[12]
- 脚本：松永大司
- 原案：手塚治虫
- 原作：松永大司『トイレのピエタ』（文藝春秋刊）
- 主題歌：RADWIMPS「ピクニック」（ユニバーサル ミュージック）
- 製作：高橋敏弘／巖本博／和田倉和利／善木準二／岡田哲／小川昭／清水英明
- エグゼクティブプロデューサー：吉田剛／江守徹
- プロデューサー：小川真司／甘木モリオ
- 音楽：茂野雅道
- 撮影：池内義浩
- 美術：愛甲悦子
- 作画：林田裕至
- 照明：原由巳
- 録音：橋本泰夫
- 編集：宮島竜治（J.S.E.）
- 助監督：片島章三
- プロダクションマネージャー：梶川信幸
- キャスティング：杉野剛
- ポストプロダクションスーパーバイザー：大屋哲男
- 装飾：岩間洋
- スタイリスト：荒木里江
- ヘアメイク：須田理恵
- 音響効果：朝倉三紀子
- スチール：太田好治
- 製作：「トイレのピエタ」製作委員会（松竹／巖本金属／シネバザール／voque ting／夢番地／ブリッジヘッド／SPACE SHOWER TV）
- 制作：シネバザール／ブリッジヘッド
- 配給：松竹メディア事業部
- 宣伝：オデュッセイア／ブラウニー
- 特別協賛：UNIVERSAL MUSIC LLC
- ガラス清掃指導：甲賀孝久

### 作品の評価
手塚治虫の娘で手塚プロダクション取締役の手塚るみ子は、試写会の感想を自身のTwitter上で、「『トイレのピエタ』の試写を観てきました。この映画の存在を知った時、正直タイトルにそれを使って欲しくはありませんでした。そして今日その完成作を観てあらためて使って欲しくはなかったと思いました。松永監督そして関係者の皆様、ごめんなさい。私個人の想いと手塚プロの考えは違うのです」と述べた。るみ子は手塚の死を看取った一人であり、るみ子の書籍では、父親が胃癌で苦しみ、やせ衰え、死にゆく様子が克明に書かれているが、映画では主人公の胃癌の苦しみは描かれなかった。
手塚の息子である手塚眞は、松永監督に「デビュー作にエールを贈りたい」という推薦文を送ると同時に、映画の公開に合わせて、手塚のアイデアを原案にしたアニメ「クミとチューリップ」を公開した。このアニメは、松永の解釈とは大きく異なっており、最後に天井画を描く人物は父をモデルにした。

### 上映
2015年6月6日に日本で公開され、全国47都道府県、76の映画館にて上映された。また、同年10月には韓国でも公開された。さらに、2016年2月20日から1週間新宿ピカデリーで凱旋公演が行われた。なお、映画祭への正式出品、正式上映は以下に記した。
- 第45回ロッテルダム国際映画祭 Voices部門 正式出品（オランダ）
- 第16回全州映画祭 インターナショナル・コンペティション部門 正式出品（韓国）
- 第17回台北映画祭 Future Lights部門 正式上映（台湾）
- 第28回東京国際映画祭 Japan Now部門 正式上映（日本・東京都）
- 第20回シュリンゲル国際映画祭 Youth部門 正式上映（ドイツ）
- 第19回オーストラリア日本映画祭 (Japanese Film Festival) 正式上映（オーストラリア）
- Japan Cuts 2015 (Festival of New Japanese Film) 正式上映（アメリカ合衆国）
- 第21回KAWASAKIしんゆり映画祭 正式上映（日本・神奈川県）
- 第10回さぬき映画祭 正式上映（日本・香川県）
- 第16回ミューズ シネマ・セレクション 正式上映（日本・埼玉県）

### 受賞とノミネート
| 賞                                       | 賞                              | ノミネート対象     | 結果       |
| ---------------------------------------- | ------------------------------- | ------------------ | ---------- |
| 第39回日本アカデミー賞                   | 新人俳優賞                      | 野田洋次郎         | 受賞       |
| 第70回毎日映画コンクール                 | スポニチグランプリ新人賞・男性  | 野田洋次郎         | 受賞       |
| 第70回毎日映画コンクール                 | スポニチグランプリ新人賞・女性  | 杉咲花             | ノミネート |
| 第40回報知映画賞                         | 新人賞                          | 野田洋次郎         | ノミネート |
| 第25回東京スポーツ映画大賞               | 助演男優賞                      | リリー・フランキー | ノミネート |
| 第25回東京スポーツ映画大賞               | 新人賞                          | 杉咲花             | ノミネート |
| 第7回TAMA映画賞                          | 最優秀新進女優賞                | 杉咲花             | 受賞       |
| 第37回ヨコハマ映画祭                     | 日本映画ベストテン              | トイレのピエタ     | 8位        |
| 第37回ヨコハマ映画祭                     | 日本映画個人賞 新人監督賞       | 松永大司           | 受賞       |
| 第37回ヨコハマ映画祭                     | 日本映画個人賞 最優秀新人賞     | 杉咲花             | 受賞       |
| ゆうばり国際ファンタスティック映画祭2016 | ニューウェーブアワード 女優部門 | 杉咲花             | 受賞       |
| おおさかシネマフェスティバル2016         | 新人女優賞                      | 杉咲花             | 受賞       |
| 第25回日本映画プロフェッショナル大賞     | ベストテン                      | トイレのピエタ     | 8位        |
| 第20回新藤兼人賞                         | 銀賞                            | 松永大司           | 受賞       |
| 第56回日本映画監督協会新人賞             | 新人賞                          | 松永大司           | 受賞       |
| 第25回日本映画批評家大賞                 | 実写部門・新人監督賞            | 松永大司           | 受賞       |
| 第13回シネマ夢倶楽部表彰                 | 推薦委員特別賞                  | 松永大司           | 受賞       |
| 第14回千葉市芸術文化新人賞               | 新人賞                          | 松永大司           | 受賞       |

### 関連商品
書籍
2015年5月16日、松永大司監督による原作小説「トイレのピエタ」が発売された（ただし原作と表記されているが実際に執筆されたのは映画の試写会公開後である）。文藝春秋刊。ISBN 978-4163902340。
音楽
2015年6月10日、主題歌であるRADWIMPSの「ピクニック」が、EMI Records（ユニバーサルミュージック）より発売された。また同日に、茂野雅道による映画オリジナルサウンドトラックが、アドニス・スクウェアより発売された。
映像
2015年10月14日、Blu-ray&DVDが発売。Blu-ray豪華版、DVD豪華版、DVD通常版の3仕様で発売され、豪華版にはメイキング映像やイベントの模様などを収めた特典DVDが付属する。